# Torstein Tvedt Solberg

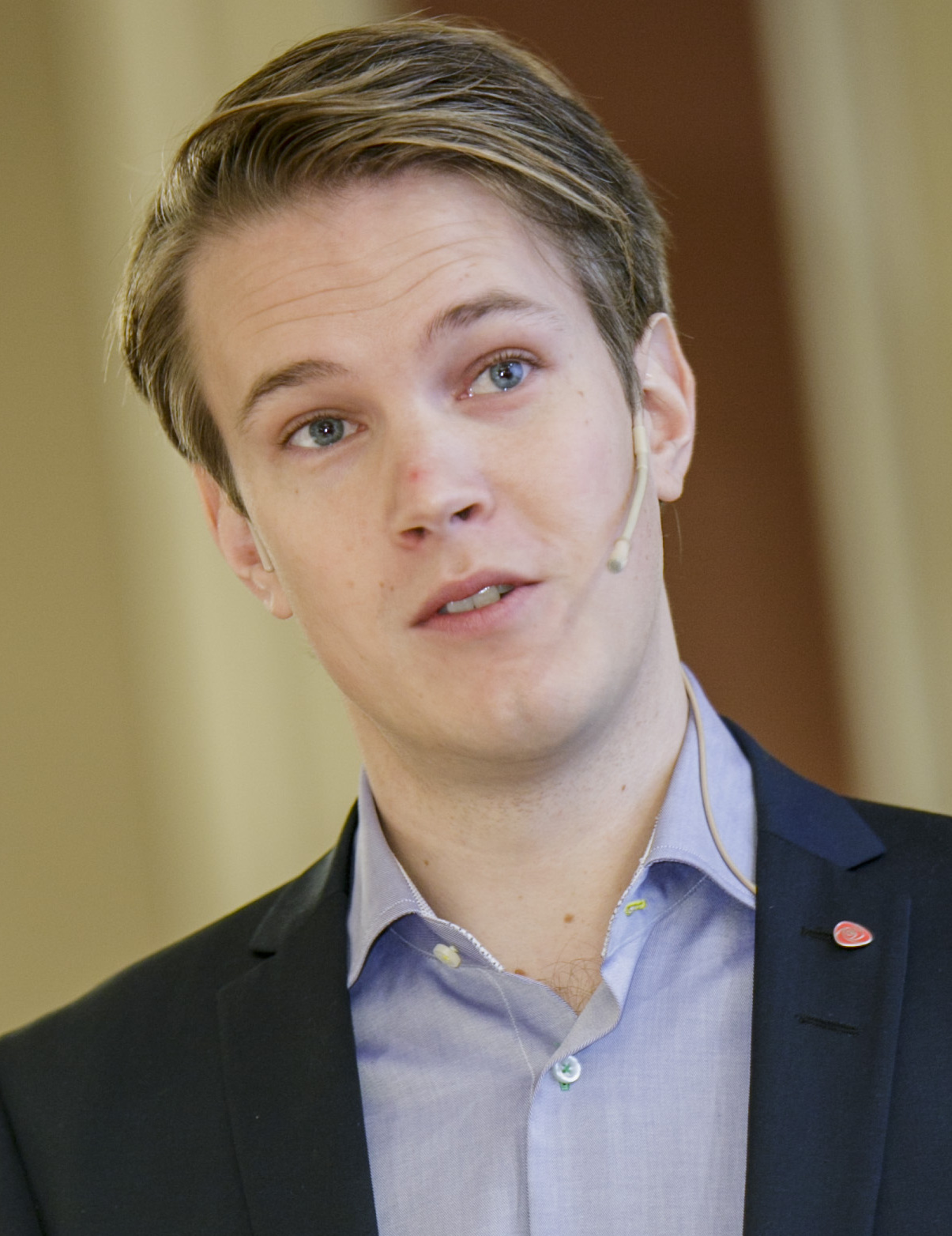
Torstein Tvedt Solberg, 2015

Torstein Tvedt Solberg (* 2. März 1985 in Stavanger) ist ein norwegischer Politiker der Arbeiderpartiet (Ap). Seit 2013 ist er Abgeordneter im Storting.

## Leben
Solberg war von 2001 bis 2004 Schüler an der Stavanger Katedralskole. Bereits während seiner Zeit dort zog er 2003 in den Stadtrat von Stavanger ein und er blieb bis 2011 dort Mitglied. Nach seiner Schulzeit war Solberg von 2005 bis 2006 als Fylkessekretär der Jugendorganisation Arbeidernes Ungdomsfylking (AUF) im Fylke Rogaland tätig. Im Jahr 2005 fungierte er zudem als AUF-Vorsitzender in Rogaland. An der Universität Stavanger studierte er von 2006 bis 2011 Kunst und Kulturwissenschaft. Das Studium schloss er mit einem Bachelorabschluss ab. Während seines Studiums arbeitete er zudem von 2007 bis 2009 als Berater der AUF und als Kommunikationsberater der Arbeiderpartiet Rogaland im Wahlkampf für die Parlamentswahl 2009. Im Jahr 2011 war er erneut als Wahlkampfberater der Partei eingesetzt. In der Zeit von 2011 bis 2012 war er als Medienanalytiker tätig.
Zwischen September 2012 und Juni 2013 arbeitete Solberg als politischer Referent im Wirtschafts- und Handelsministerium, wo er unter Minister Trond Giske tätig war. Bei der Parlamentswahl 2013 zog er erstmals in das norwegische Nationalparlament Storting ein. Dort repräsentiert er den Wahlkreis Rogaland und wurde Mitglied im Finanzausschuss. Im Anschluss an die Wahl 2017 ging er in den Bildungs- und Forschungsausschuss über. Dort wurde er im Oktober 2019 zweiter stellvertretender Vorsitzender. Von Oktober 2019 bis September 2021 gehörte Solberg zudem dem Fraktionsvorstand der Arbeiderpartiet an. Im Anschluss an die Parlamentswahl 2021 wechselte er in den Familien- und Kulturausschuss und wurde Mitglied im Arbeiderpartiet-Fraktionsvorstand. Im April 2024 gab Solberg bekannt, dass er bei der Stortingswahl 2025 nicht erneut kandidieren werde. Im selben Monat schied er aus dem Fraktionsvorstand aus.

## Politische Positionen
Solberg befürwortet die Abschaffung der Monarchie in Norwegen. Im Jahr 2022 legte er gemeinsam mit den Arbeiderpartiet-Politikern Åsmund Aukrust und Anette Trettebergstuen, dem FrP-Abgeordneten Sivert Bjørnstad sowie der Høyre-Abgeordneten Heidi Nordby Lunde einen Gesetzesvorschlag zur Abschaffung des Königshauses vor.